# Vale bosral
De vale bosral (Aramides saracura) is een vogel uit de familie van de rallen, koeten en waterhoentjes (Rallidae).

## Verspreiding en leefgebied
Deze soort komt voor van zuidoostelijk Brazilië tot oostelijk Paraguay en noordoostelijk Argentinië.